# غبريال الثاني (بابا الإسكندرية)
غبريال الثاني بابا الإسكندرية وبطريرك الكرازة المرقسية, بطريرك الكنيسة القبطية الأرثوذكسية (70) الذي تولى في المدة من 1131 إلى 1145م. وقد كان قبل رسامته بطركا كاتبا بوظيفة حكومية في مصر (القاهرة). ولقد كان واحدا من العلمانيين القلائل الذين اختيروا بطركا، وفي رسامته الثانية بدير القديس ابن مقاره تورط في مجادلة خطيرة مع الرهبان بشأن صيغة أضافها إلى اعتراف الإيمان عن الحضور الحقيقى للمسيح، التي يتلوها الكاهن قبل التناول المقدس.
من بين الحوادث التاريخية المدونة في هذه السيرة قصة حسن حين خلع والده الحافظ لدين الله، واستولى هو على الخلافة، وكيف أنه أرغم في الختام على الانتحار، وكذلك الثورة التي قامت بقيادة رضوان ابن ولخشى ضد الوزير الأرمنى بهرام والأرمن المستوطنين في مصر. وكذلك طلب ملك أثيوبيا من غبريال رسامة أكثر من سبعة أساقفة لأثيوبيا.
| سبقه مكاريوس الثاني | بطريرك الإسكندرية 1131 - 1145 | تبعه ميخائيل الخامس |